# Saint-Germain-d'Esteuil
Saint-Germain-d'Esteuil è un comune francese di 1 195 abitanti situato nel dipartimento della Gironda nella regione della Nuova Aquitania.

## Società

### Evoluzione demografica
Abitanti censiti